# Requin-marteau halicorne
Sphyrna lewini
Espèce
Statut de conservation UICN

 CR A2bd : 
En danger critique
Répartition géographique
Statut CITES

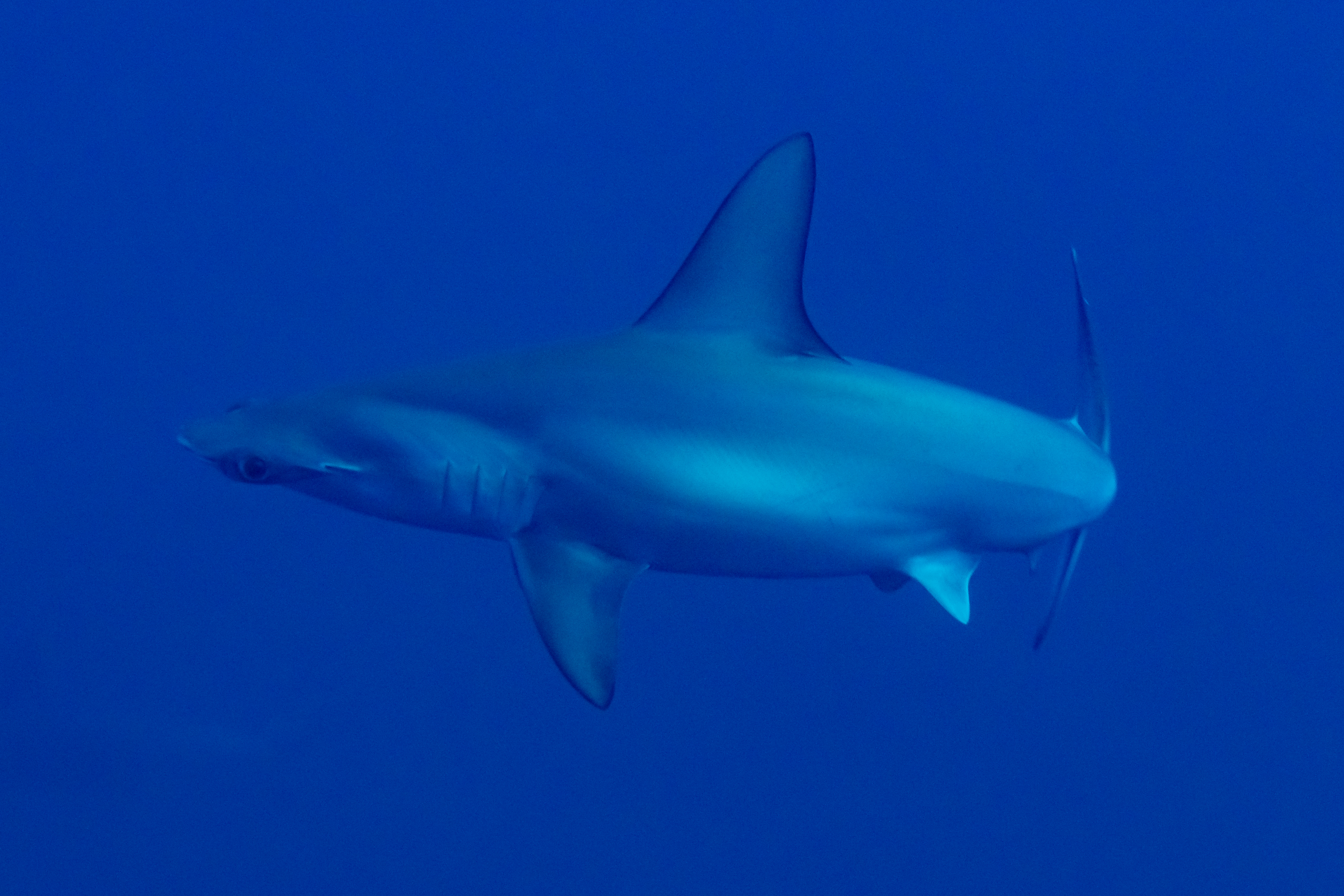
Requin-marteau au large de la Basse-Californie

Le Requin-marteau halicorne (Sphyrna lewini) est une espèce de poissons cartilagineux appartenant à la famille des Sphyrnidae. Comme toutes les espèces de cette famille, il est facilement reconnaissable à sa tête très aplatie avec les yeux sur les côtés.

## Description
Cet animal est de taille moyenne à grande puisqu'il peut mesurer jusqu'à 4,3 m et peser plus de 150 kg.
Son corps est gris pâle à brun sur le dessus (parfois avec des tonalités verdâtres) et jaune ou blanc cassé dessous. Le lobe inférieur de la queue et les pointes inférieures des pectorales sont marqués de noir, au moins chez les jeunes spécimens. Les dents sont triangulaires, avec des bords externes presque rectilignes, et à implantation oblique. La première nageoire dorsale est grande et triangulaire.

## Habitat
Présent dans toutes les mers tropicales et tempérées chaudes du monde, il est le requin-marteau le plus abondant dans les eaux côtières mais il est aussi pélagique. Il peut également se trouver dans les bouches de rivière et d'estuaires.

## Comportement
Certaines populations sont sédentaires tandis que d'autres sont migratrices. Les jeunes forment souvent des bancs dépassant la centaine d'individus. Les adultes vivent de manière solitaire ou en couple.
Ce requin est potentiellement dangereux pour l'homme mais en fait rarement agressif avec les plongeurs.

### Prédation
Les adultes sont capables de plonger rapidement et de manière répétitive pendant la nuit pour chasser. Ils peuvent atteindre des profondeurs allant jusqu’à 1 kilomètre, passant d’eaux tempérées à glaciales en quelques minutes.
Une étude suggère que ce requin ectotherme a la capacité de retenir sa respiration lors de ces plongées nocturnes. Cette stratégie consiste en la fermeture des fentes branchiales et de la bouche ce qui semblerait être un mécanisme de thermorégulation pour le requin. Les auteurs ont enregistré des températures corporelles constantes durant toute la plongée jusqu’au moment de l’ascension ou celle-ci fini par chuter ; reflétant probablement une réouverture des fentes branchiales. Cette technique donnerait un certain avantage au requin : en empêchant le refroidissement de son corps, il serait plus efficace dans la capture d’une proie en gardant une acuité visuelle et une force musculaire optimales.

## Reproduction
Cette espèce est vivipare. La période de gestation dure entre 8 et 12 mois. La femelle met bas 12 à 41 jeunes dont la taille à la naissance se situe entre 31 et 57 centimètres. Les petits naissent dans de l'eau très peu profonde où ils grandissent. Les femelles sont matures vers 13-15 ans et les mâles sont matures à partir de 10 ans. La longévité du Requin-marteau halicorne peut atteindre 35 ans.

## Alimentation
C'est un gros consommateur de céphalopodes (calmars et pieuvres), et de crustacés (crabes et crevettes).Il est également ichtyophage, se nourrissant à l'occasion d'autres requins, y compris ceux de son espèce. Il montre toutefois une préférence pour les raies à fouets, étant apparemment immunisé contre leurs dards venimeux.

## Menaces sur l'espèce

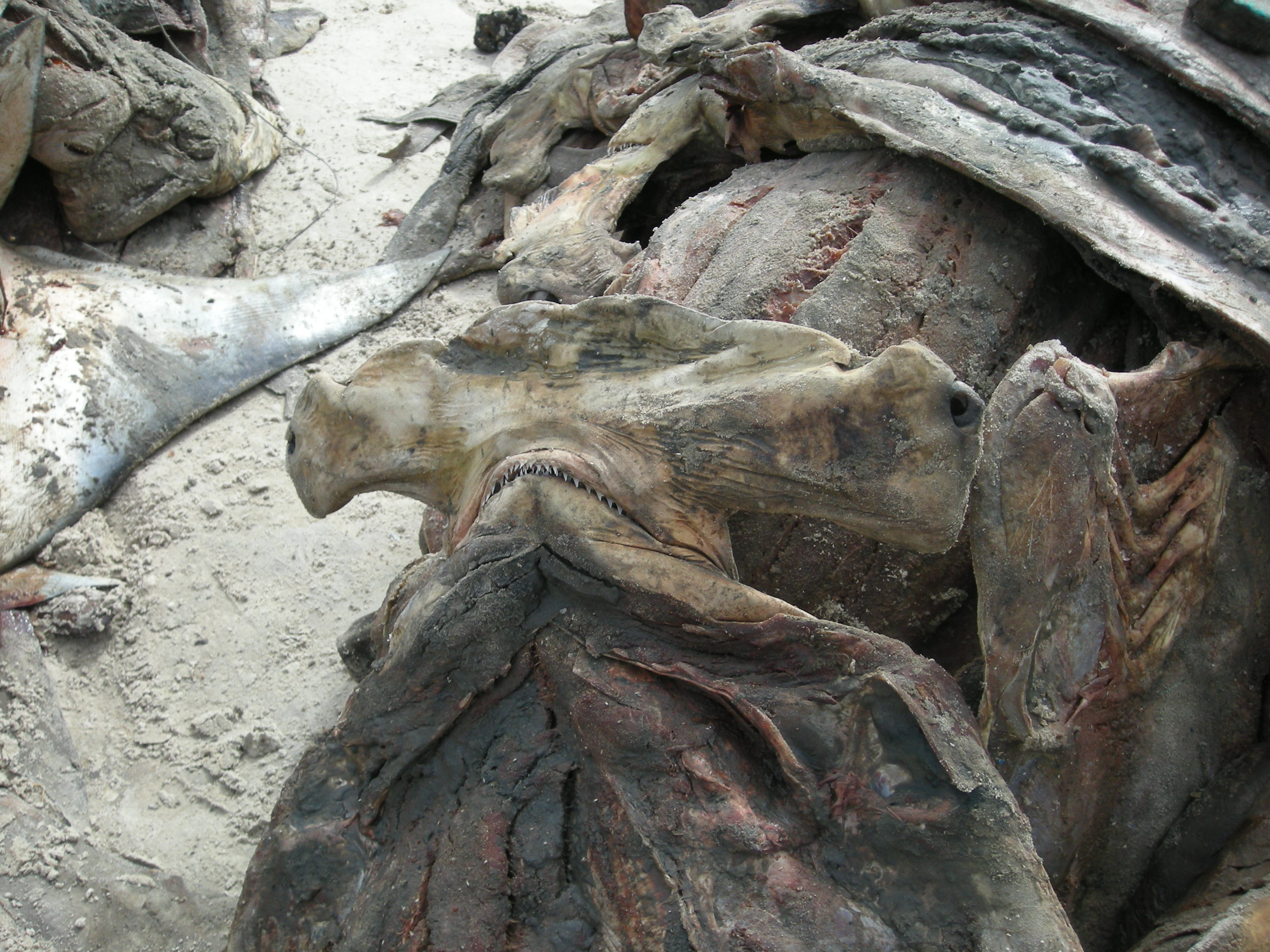
Requins-marteaux séchés, pêchés à Elinkine dans l'embouchure du fleuve Casamance (Sénégal)

L'UICN (23 janvier 2023) classe l'espèce en catégorie CR (en danger critique) dans la liste rouge des espèces menacées depuis 2019. Victime (parfois collatérale) de la surpêche, le requin-marteau halicorne a vu sa population décliner de plus de 80 % en 72 ans.
L'animal est prisé pour ses ailerons, que les Asiatiques consomment en potage. Beaucoup d'individus sont rejetés à l'eau après en avoir été dépouillés. Les ONG réclament des quotas ou un moratoire, mais il est difficile de lutter en mer contre le braconnage.

## Autres requins-marteaux
Vous pouvez consulter ici, une liste des autres requins-marteaux.